# Baise-moi
Baise-moi és una pel·lícula francesa d'acció de l'any 2000 escrita i dirigida per Virginie Despentes i Coralie Trinh Thi, i basada en la novel·la homònima de Virginie Despentes, publicada el 1994. Protagonitzada per Karen Lancaume i Raffaëla Anderson, el film narra la història de dues dones que inicien una carrera de violència contra una societat de la qual se senten marginades.
Aquesta pel·lícula va rebre una extensa cobertura mediàtica a causa de la seva mescla d'escenes violentes, realisme brut i sexe, per la qual cosa va ser censurada a diversos països.

## Argument
Nadine (Karen Lancaume) és una prostituta a temps parcial i Manu (Raffaëla Anderson) és una jove actriu porno. Un dia, Manu i una amiga són brutalment violades per un trio de desaprensius. Quan Manu torna a casa i li explica al seu germà el que ha passat, aquest reacciona amb violència i decideix venjar-se dels violadors amb una arma de foc. Manu li pren l'arma i el mata. Mentrestant, Nadine sofreix un xoc emocional quan el seu millor amic, qui també és proxeneta, és assassinat a trets abans que poguessin fer uns negocis que es portaven entre mans.
Més tard, la mateixa nit, Manu i Nadine, que no es coneixien, intenten prendre l'últim tren a l'estació sense aconseguir-ho. Mentre es troben, casualment, comencen a parlar i s'adonen que comparteixen el mateix sentiment de ràbia, i juntes comencen un viatge per carretera violent i caracteritzat per la pauta de conèixer un home, tenir relacions sexuals amb ell i després assassinar-lo. Per la necessitat de diners, escullen i maten també una dona en un caixer automàtic.
Finalment, després de molta mort i conducció, les dones entren en un local d'intercanvi de parelles on maten a moltes de les quals es trobaven allí. Després, les dues parlen sobre el que han fet i consideren que va ser un acte inútil, perquè res no ha canviat dins d'elles.
Tot acaba quan Manu mor en intentar robar en una altra botiga. Nadine mata a l'encarregat, i s'emporta el cos de la seva amiga fins a un llac, on l'embolica amb una flassada i l'incinera. Després intenta suïcidar-se, però no ho fa, sinó que s'adorm i és despertada per la policia que insisteix en saber on és la seva companya.

## Producció
La pel·lícula es va rodar en sis setmanes entre l'octubre i el desembre de 1999, a Biarritz, Bordeus, Lió i Marsella. La pel·lícula, que es va filmar sense il·luminació artificial, va ser codirigida per l'actriu Coralie Trinh Thi, que havia treballat al cinema porno. L'actor pornogràfic Ian Scott apareix a la pel·lícula com un dels violadors.

## Llançament i censura
A l'Estat francès, la pel·lícula va ser estrenada amb classificació +16, fet que va indignar l'extrema dreta i grups religiosos estretament associats amb el Moviment Nacional Republicà. Aquests estaven d'acord que la pel·lícula fos catalogada com a X, per les seves escenes de violència i sexe, però finalment va obtenir la classificació +18.
A Austràlia, la pel·lícula va ser inicialment classificada R18+ (majors de 18), però al poc temps va ser prohibida i retirada dels cinemes, i a data d'avui segueix igual.
Al Canadà va ser prohibida a la ciutat d'Ontario per ser considerada massa pornogràfica, i després qualificada R. Al Quebec la pel·lícula tingué més èxit que a la resta de l'estat.
Al Regne Unit la pel·lícula es va estrenar en cinemes amb una classificació +18 en una versió amb 10 segons de retall durant l'escena de la violació, i per al llançament en vídeo 12 segons més van ser retirats. L'any 2013, i després d'una exhaustiva anàlisi per part dels censors, la versió sense censura va ser autoritzada amb una classificació +18.
Als Estats Units, Alemanya, Mèxic, Japó i Hongria, la pel·lícula va ser estrenada sense censurar i amb una classificació +18. A Nova Zelanda es va qualificar com a R i es va prohibir en vídeo, mentre que a Irlanda va ser totalment prohibida.